# Драгутин Дероко
Драгутин Дероко (Београд, 7. април 1877 − Београд, 1. новембар 1947) један од најзначајнијих картографа и гимназијски професор.

## Биографија
Рођен је у Београду, 7. априла 1877. године, од мајке Катарине, рођене Вуковић из Беча и оца Јована (1820−1887), родом из Дубровника, који је био картограф и професор цртања на Београдском Лицеју. Имао је браћу Марка (1846−1892) који је постао ветеринар, Јевгенија (Евжена) (1860−1977) инжењер и стручњак за железницу, Владислава (1871−1944), који је постао капетан и заменик директора Државних железница, Николу (1874−1944), који је постао генерал и сестру Матилду, а био је стриц архитекте Александра Дерока и капетана Југословенске војске у отаџбини Јована Дерока.
Основну и средњу школу је завршио у Београду и дипломирао је на Историјско-географском одсеку Велике школе у Београду.
Обишао је веће центре у Аустрији, Немачкој и Швајцарској, ради усавршавања у картографији и графичкој репродукцији. Професионалну карејеру је започео 1905. као професор суплент земљописа, историје и математике на Београдској реалки и тај посао је радио до пензионисања 1921.
Међу његове најважније картографске радове спадају карте у Атласу великих македонских језера, које је објавио Јован Цвијић, са којим је сарађивао, генерална карта Старе Србије и Македоније (1904−1913).
Израдио је карту Краљевине Србије у размери 1:1.000.000 (1911), по тада најновијој швајцарској картогарфској методи, са косим осветљењем под углом од 45° и различитим бојама за различите нагибе, која је посебно добра за представљање брдовитих и планинских предела, са уцртаним саобраћајним путевима и називима свих области.
Израдио је преко 70 политичко−географских карата које је израдио за Конференцију мира у Паризу (1919−1920), више привредно−географских и саобраћајно−географских карти Југославије, које су објављене након Првог светског рата.
Бавио се израдом рељефа, међу које су најважнији Рила (1900), Солунско војиште, македонска језера и Пирин.
Писао је стручне и научне радове из области картографије. Бавио се и питањима о представљању терена, израдом рељефа и транскрипцијом географских имена. Оставио је обимну грађу у рукопису на четрдесет језика. У часопису „Преглед географске литературе о Балканском полуострву“ давао је своје оцене или вредновање објављених карата.
У лето 1937. године Туристичко друштво Фрушка гора организовало је експедицију сплавом ради проучавања и описивања Дрине. Као резултат тог путовања, у Новом Саду 1939. године је објавио географско-туристичка монографија „Дрина“.
Активно је учествовао у раду Српског географског друштва, а једно време био његов потпредседник. Идејни је аутор Медаље Јована Цвијића, која је установљена на 25. годишњицу друштва (1935), док је он био потпреседник. На лицу медаље налази се плитки бирељеф Јована Цвијића из његових зрелих година, а на наличју глобус и око њега штампаним словима на француском језику исписано име географског друштво.
Био је секретар Академског певачког друштва, члан Одбора и секретар Клуба фотографских аматера, од 1901. године.
Сахрањен је на Новом гробљу у Београду.

## Породица
Са супругом Даном је имао ћерку Леу (удату Михел).

## Дела
- „Велика језера Балканског полуострво, језера Македоније, Старе Србије и Епира“, са Јованом Цвијићем, Београд (1902)
- „Генерална карта Старе Србије и Македоније“, са Јованом Цвијићем, Берлин (1904)
- „Карта Краљевине Србије“, Београд (1911)
- „Атлас Краљевине Србије и српских земаља: за IV разред основних школа“, Београд (1911)[7]
- „Најпотребнији разговори и речник за Србе на француском језику са тачним изговором француских речи“, Рим (!916)
- „Најпотребнији разговори и речник за Србе на италијанском језику“, Рим (!916)
- „Историјска карта Барање“, Париз (1919)
- „Рударска карта југословенских земаља“, Париз (1919)
- „Железничка и бродарска карта Краљевине Срба, Хрвата и Словенаца“, Београд (1922)
- „Вођ (упитник) за лековита купатила, климатска места, минералне воде купалишта и лечилишта (санаторијуме) у Краљевини Срба Хрвата и Словенаца“, Београда (1925)
- „Карта лековитих вода, купалишта и климатских места у Краљевини Срба, Хрвата и Словенаца“, Београд (1929)
- „Железничка и бродарска мрежа Краљевине С.Х.С.“, Београд (1926)
- „Мала ориентациона аутомобилска карта Краљевине Југославије“, Београд (1927)
- „Карта Краљевине Југославије, подела на бановине“, Београд (!929)
- „Железничка мрежа у Европи“, Београд (193?)
- „Аерофотографија и стереофотограметрија“, Београд (1933)
- „Дрина географско-туристичка монографија“, Нови Сад (1939)
- „Дрина и Подриње“, Београд (1939)